# Storarden Sogn
Storarden Sogn – eller Store Arden Sogn – var et sogn i Hadsund Provsti (Aalborg Stift).
I 1800-tallet var Storarden Sogn anneks til Astrup Sogn. Begge sogne hørte til Hindsted Herred i Ålborg Amt. Astrup-Storarden sognekommune blev ved kommunalreformen i 1970 indlemmet i Arden Kommune, der ved strukturreformen i 2007 indgik i Mariagerfjord Kommune.
I 1934 blev Arden Kirke opført som filialkirke, og Arden blev et kirkedistrikt i Storarden Sogn. I 2010 blev Arden Kirkedistrikt udskilt som det selvstændige Arden Sogn. Men 2. december 2012 blev Storarden Sogn tværtimod indlemmet i Arden Sogn.
I Storarden Sogn lå Storarden Kirke.
Stednavne, se Arden Sogn